# 罗兹索赫斯卡布达
49°17′54″N 27°33′25″E / 49.29833°N 27.55694°E
罗兹索赫斯卡布达（羅馬化：Rozsokhska Buda），2024年9月前名为羅西斯卡布達，是位於烏克蘭西部的村莊，由赫梅利尼茨基州裡赫梅利尼茨基區的萊蒂奇夫市鎮負責管轄。該村面積0.45平方公里，海拔高度311米，2001年人口43，人口密度每平方公里96.2人。
2024年9月19日，乌克兰最高拉达将此村的名字改为罗兹索赫斯卡布达。